# Jamy-Schanzen
Die Anlage der Jamy-Schanzen in Tatranská Lomnica besteht heute nur noch aus einer kleineren Skisprungschanze der Kategorie K 28. Die Schanzen K 45 und K 67 wurden 2008 abgerissen. 

## Geschichte
1965 baute man die K 67-Schanze, 1970 die K 28- und K 45-Schanze. 1989 baute der Verein die Schanzen um und belegte sie mit Matten. 2004 wurden die Schanzen von einem heftigen Sturm heimgesucht, sodass Bäume auf die Schanzen fielen. Skispringer aus der Umgebung machten die Schanzenanlage wieder sprungfähig, aber auf der K 67 konnte nicht mehr gesprungen werden. 2008 im Oktober wurden die K 45- und K 67-Schanzen ohne vorherige Kenntnis des Vereins abgerissen.